# Муравьёв, Арнольд Валентинович
Арно́льд Валенти́нович Муравьёв (2 октября 1936, с. Кожласола, Звениговский район, Марийская автономная область, Горьковский край, РСФСР — 24 октября 2016, г. Йошкар-Ола, Марий Эл, Россия) — советский и российский деятель науки, учёный-лесотехник, организатор музейного дела, педагог, историк, краевед. Директор Музея-заповедника г. Козьмодемьянска Марий Эл (1995—2002), организатор в г. Козьмодемьянске Музея купеческого быта (1995) и Музея сатиры и юмора им. О. Бендера (1996). Первый председатель Марийского регионального отделения Российского общества историков-архивистов (1994—1997), председатель Марийской организации Всероссийского общества охраны памятников истории и культуры (ВООПИиК) (2008—2012), член правления ВООПИиК. Кандидат технических наук (1968), доцент Марийского политехнического института им. М. Горького / Марийского государственного технического института (1969—2002). Заслуженный работник культуры Республики Марий Эл (2011).

## Биография
Родился в семье сельского инженера. В 1937 году переехал с семьёй в г. Козьмодемьянск. С 1944 по 1948 год обучался в Козьмодемьянской школе им. 15-летия МАО, затем продолжил своё обучение в Козьмодемьянской средней школе № 1, по окончании которой в 1954 году поступил в Марийское лесотехническое училище. По окончании училища в 1955 году работал механиком-бригадиром Визимьярского лесоучастка Волжского леспромхоза треста «Марилес».
В 1957 году поступил в Московский лесотехнический институт (г. Мытищи). По окончании института в 1961 году работал инженером-конструктором на Онежском тракторном заводе г. Петрозаводска Карельской АССР. С 1963 по 1966 год — аспирант Московского лесотехнического института, успешно защитил диссертацию на соискание учёной степени кандидата технических наук на тему «Влияние способа транспортировки пакета деревьев на поворотливость гусеничной машины». Кандидат технических наук (1968).
С 1966 по 1969 годы являлся доцентом Брянского технологического института. В 1969 году перевёлся в Марийский политехнический институт им. М. Горького. В период с 1975 по 1979 год был деканом механического факультета, а с 1980 года занимал должность заведующего кафедрой лесных и сельскохозяйственных машин института.
С 2001 года — старший научный сотрудник Научно-производственного центра по охране памятников Министерства культуры и межнациональных отношений Республики Марий Эл. Научный консультант Козьмодемьянского культурно-исторического музейного комплекса.
Умер 24 октября 2016 года в Йошкар-Оле, похоронен в Козьмодемьянске.

## Научная и историко-краеведческая деятельность
А. В. Муравьёв написал в соавторстве учебник «Трелёвочные тракторы» и более 150 научных трудов. Под его руководством выполнялся ряд важных научных работ: «Исследование надёжности трелёвочных тракторов», «Исследование проходимости валочно-пакетирующих машин» и др.
Известен как исследователь истории г. Козьмодемьянска и п. Юрино Марий Эл. Им написаны книги по истории Марийского края и г. Козьмодемьянска: «Первая типография в Марийском крае», «Козьмодемьянский городской голова Бычков П. Ф.» и др. В 1995 году его статьи включены в хрестоматию «История и культура Марийского народа» для учащихся 5—6 классов школ республики.
Директор Музея-заповедника г. Козьмодемьянска Марий Эл (1995—2002), организатор в г. Козьмодемьянске Музея купеческого быта (1995) и Музея сатиры и юмора им. О. Бендера (1996). Под его руководством в г. Козьмодемьянске был создан Музей мебельного искусства. Он один из организаторов проведения в 1995 году в г. Козьмодемьянске фестиваля сатиры и юмора «Бендериада», известного сегодня далеко за пределами республики.
Первый председатель Марийского регионального отделения Российского общества историков-архивистов (1994—1997), председатель Марийской организации Всероссийского общества охраны памятников истории и культуры (ВООПИиК) (2008—2012), член правления ВООПИиК.
Главный редактор историко-краеведческого журнала Марий Эл «Отчина» (2010—2016).
Является дипломантом конкурса научных трудов Марийского политехнического института им. М. Горького (1988) и конкурса «Книга года Марий Эл» в номинациях «Лучшая книга о Республике Марий Эл» и «Книга для всей семьи» за труд «Вечно молодая: 100-летний юбилей Козьмодемьянской гимназии» (2006).

## Основные научные и историко-краеведческие работы
Далее представлен список основных научных работ А. В. Муравьёва:
- Трелёвочные тракторы / Е. И. Аблонский, А. В. Муравьёв, В. В. Лазарев, О. В. Федосеев. — Москва: Лесная пром-сть, 1972. — 222 с. ил.; 22 см.
- Двигатели внутреннего сгорания лесотранспортных машин: учебное пособие по курсовому проектированию / В. С. Извеков и др.; МВССО СССР, Моск. лесотехн. ин-т. — Москва: Моск. лесотехн. ин-т, 1975. — Ч. 1: (Курс «Тяговые машины»). — 74 с.: ил., табл. — Библиогр.: с. 72—73 (24 назв.).
- Тяговые машины. Двигатели внутреннего сгорания: методические указания по проведению лабораторных работ для студентов специальности 0519 / МВССО РСФСР, Мар. политехн. ин-т им. А. М. Горького; [сост.: Муравьёв А. В. и др.]. — Йошкар-Ола: МПИ, 1983. — 75 с.: ил., табл. — Б. ц.
- Теория лесопромышленных тракторов и автомобилей: методические указания к выполнению заданий по самостоятельной работе студентов очной и заочной форм обучения специальностей 0519 и 0901 / МВ и ССО РСФСР, Мар. политехн. ин-т им. А. М. Горького; [сост.: А. В. Муравьёв, А. С. Лоскутов]. — Йошкар-Ола: МПИ, 1988. — 39 с.: ил. — Библиогр.: с. 37—38. — Б. ц.
- Лесные машины. Двигатели внутреннего сгорания: методические указания к выполнению лабораторных работ для студентов специальности 17.04 / МВ и ССО РСФСР, Мар. политехн. ин-т им. А. М. Горького; [сост.: Белозёров Е. Я., Муравьёв А. В.]. — Йошкар-Ола: МПИ, 1989. — 38 с.: ил. — Б. ц.
- Основы теории поворота лесопромышленных тракторов: метод. указания для студентов специальности 17.04 / [сост. А. В. Муравьёв]. — Йошкар-Ола: МарПИ, 1991. — 24 c.: ил.
- Лесотранспортные машины: метод. указания к выполнению лаб. работ для студентов специальностей 26.01, 17.04 / [сост.: А. А. Братчиков, А. С. Лоскутов, А. В. Муравьёв, В. А. Новиков]. — Йошкар-Ола: МарПИ, 1993. Ч. 1: Двигатели внутреннего сгорания. — 36 c.
- Козмодемьянск: воспоминания, очерки, рассказы / сост. А. В. Муравьёв; худож. И. А. Муравьёв. — Йошкар-Ола: Марийское книжное издательство, 1983. — 207 с.: ил. (400-летию города посвящается).
- Муравьёв А. В. Рутка — деревня, которой нет / авт.-сост. А. В. Муравьёв. — Йошкар-Ола: Сельские вести, 2001. — 155 c.: ил.
- Муравьёв А. В. Козьмодемьянский городской голова П. Ф. Бычков. — Йошкар-Ола, 2002.
- Муравьёв А. В., Морозюк О. В. Вечно молодая: 100-летний юбилей Козьмодемьянской гимназии. — Йошкар-Ола: Мар. полигр.-изд. комбинат, 2006. — 183 c.: ил.

## Издания об учёном и краеведе
Далее представлен список изданий, посвящённых А. В. Муравьёву:
- Муравьёв Арнольд Валентинович: биобиблиогр. указ.: материалы к биобиблиогр. / [сост. Е. В. Усачёва; науч. ред. и отв. за вып. В. В. Изыкин]; МарГУ, Науч. б-ка. — Йошкар-Ола: МарГУ, 2007. — 35 c.: ил. — (Подвижники культуры Республики Марий Эл; вып. 3).

## Память
- Именем А. В. Муравьёва назван переулок в г. Козьмодемьянске Марий Эл[7].
- Имя А. В. Муравьёва носит основанный им Музей купеческого быта в г. Козьмодемьянске Марий Эл[8].

## Звания и награды
- Заслуженный работник культуры Республики Марий Эл (2011)[4]
- Заслуженный ветеран Марийского государственного технического университета (2001)[1]
- Почётный активист Марийского отделения Всероссийского общества охраны памятников истории и культуры (2003)[1]
- Медаль «Ветеран труда» (1984)[1]
- Медаль «За преобразование Нечерноземья РСФСР» (1987)[1]
- Медаль «За вклад в наследие народов России» (2000)[1]
- Почётная грамота Министерства лесной и деревообрабатывающей промышленности СССР (1982)[1]
- Почётная грамота Республики Марий Эл (2000, 2004)[4]
- Почётная грамота Комитета Республики Марий Эл по делам архивов (2004)[1]